# La Table au Diable

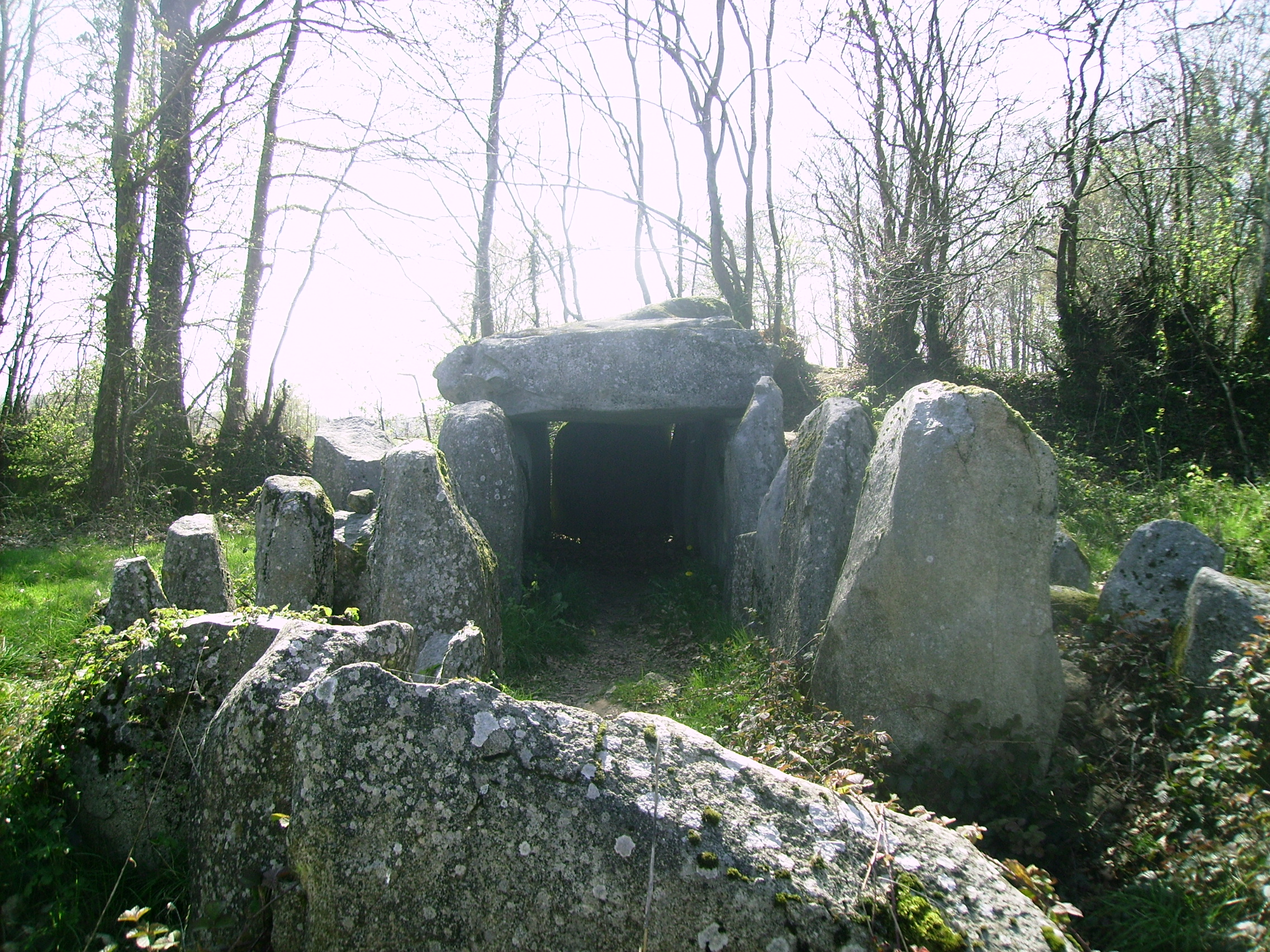
Allée coudée La Table au Diable

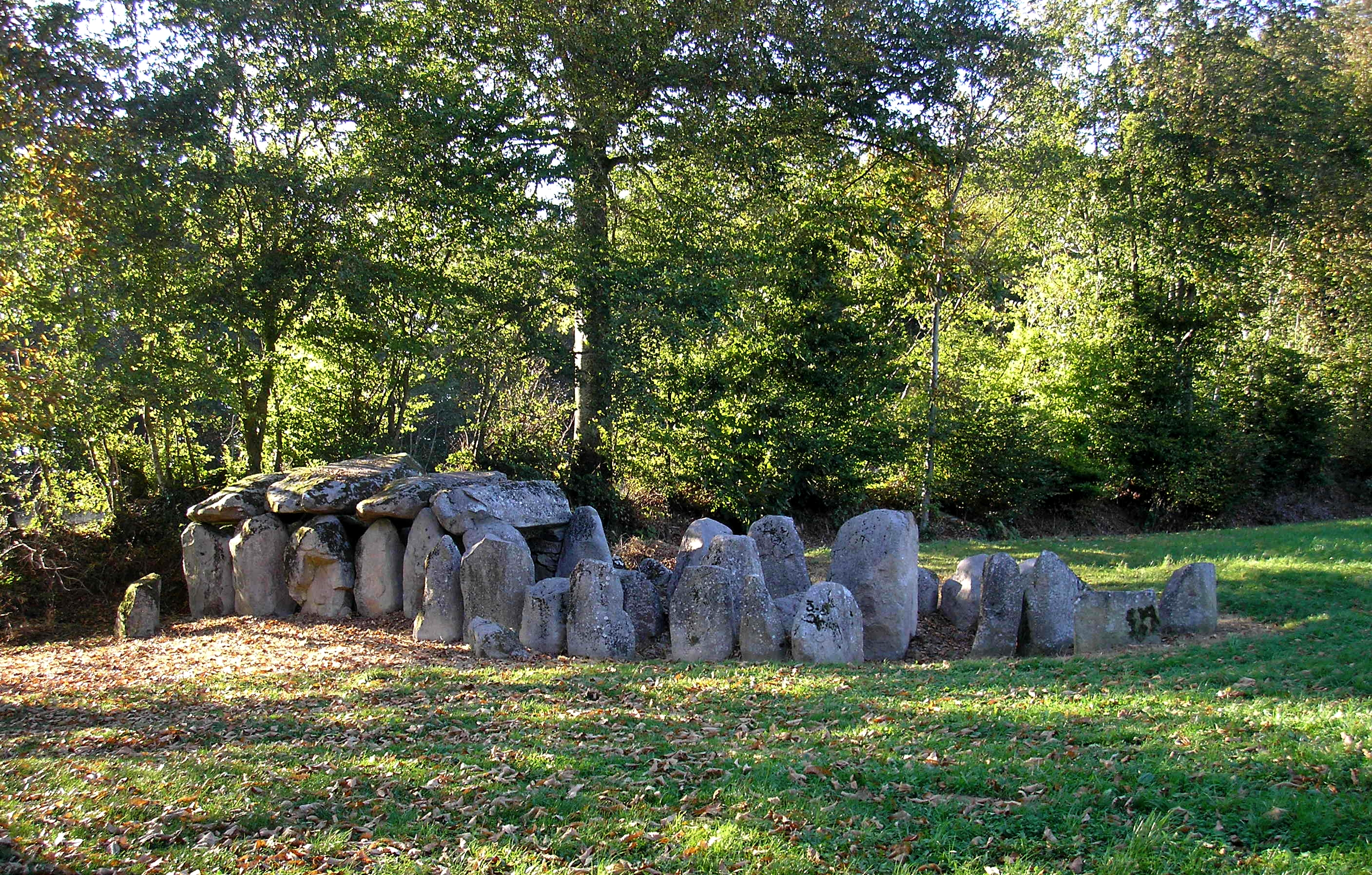
La Table au Diable

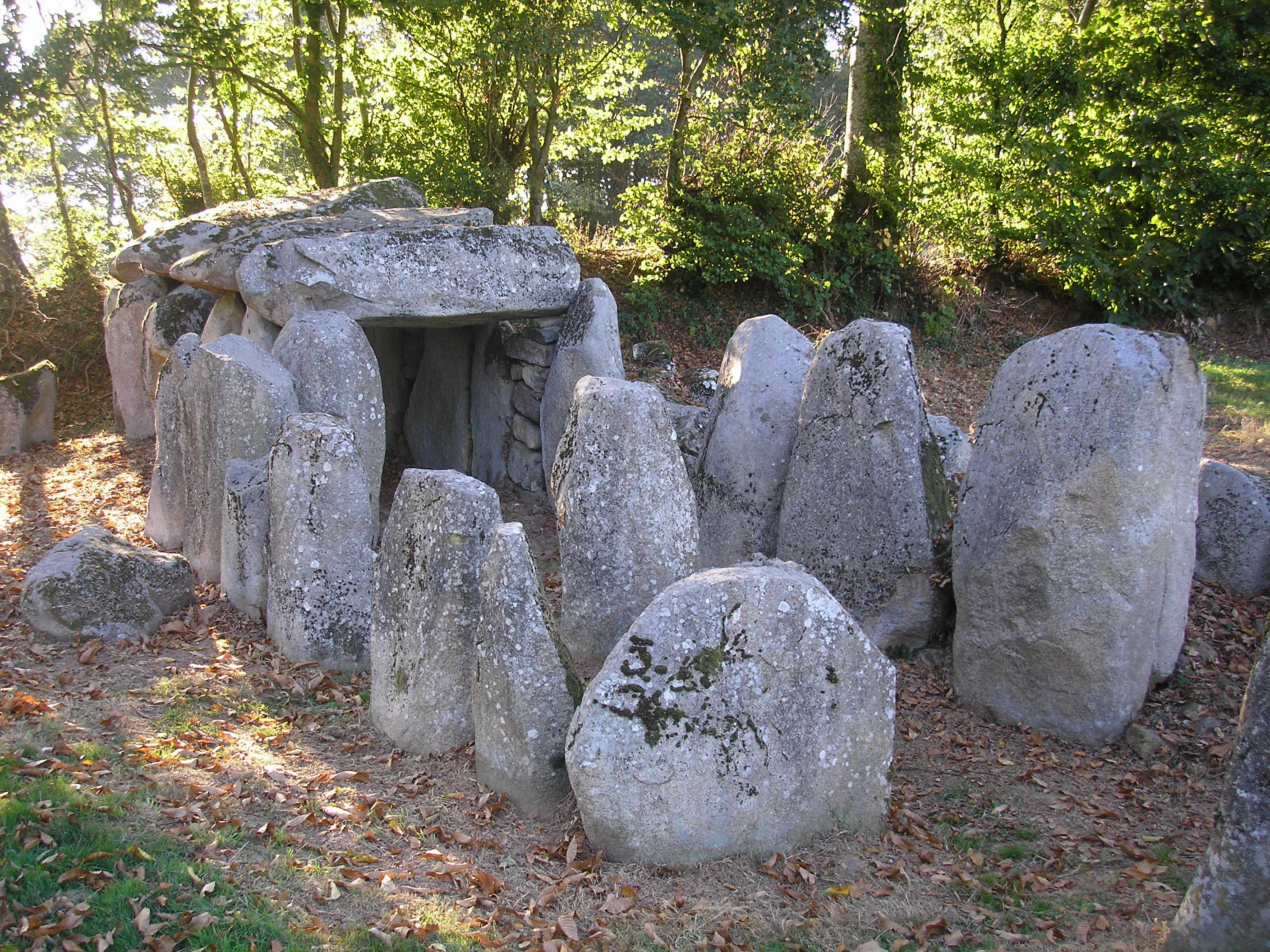
La Table au Diable

Die Allée coudé La Table au(x) Diable(s) (oder La Pierre des Sacrifices) liegt südlich des Dorfes Passais nahe der Ortschaft „Le Moulin“ im Département Orne in der Region Normandie in Frankreich. Sie ist eine von mehreren so genannten „Diable-Formationen“ in Frankreich (La Chaise du Diable in Collonges-la-Rouge, deutsch „Teufelsstuhl“, Menhir Faix du Diable in La Bigottière deutsch „Last des Teufels“, diverse Teufelssteine Pierre du Diable (Lécluse), Pierre du Diable (Vitrac) und Dolmen de la Pierre Couvretière (in Ancenis) – alternativ La Pierre au Diable). In Belgien der Dolmen du Mont de Viscourt; alternativ Pierre du Diable.
Die Allée-coudé, bei der der Zugang in die etwa 12,5 m lange und etwa 1,5 m breite Kammer lateral erfolgt, ist eine seltene Sonderform der Allée couvert. Die etwa zwei Meter hohe Kammer, am westlichen Ende gelegen, wird noch von vier großen Decksteinen bedeckt, die auf sechs Tragsteinpaaren ruhen. Die Höhe der Tragsteine verringert sich zum Osten hin und der heute offene Teil der Galerie ist am Ende etwa noch 1,5 m hoch. Der Zugang liegt auf der Südseite, in der Nähe des beschädigten östlichen Endes. Die Innenflächen der Kammer sind glatt, und die Lücken zwischen den Tragsteinen sind mit Trockenmauern ausgefüllt.
Südlicher steht der Menhir du Perron.